# Chicago Fire (série télévisée)
Ne doit pas être confondu avec Fire de Chicago ou Chicago Fire Department.
Chicago P. D.
Chicago Fire ou Chicago Fire : Caserne 51 au Québec est une série télévisée américaine créée par Michael Brandt et Derek Haas (en), diffusée depuis le 10 octobre 2012 sur le réseau NBC aux États-Unis et en simultané ou en différé sur le réseau Global au Canada pour les sept premières saisons, puis sur Citytv.
En Suisse, la série est diffusée depuis le 1er septembre 2013 sur RTS Un, en France, à partir du 21 septembre 2013 sur D8 (devenu C8 le 5 septembre 2016), depuis le 20 avril 2014 sur D17 (devenu CStar le 5 septembre 2016) depuis le 3 septembre 2014 sur 13e rue, et à partir du 30 mars 2022 à 22 h 50 sur TF1 (3 épisodes), au Québec, depuis le 4 octobre 2013 sur AddikTV puis rediffusée en clair depuis le 22 avril 2014 sur le réseau TVA et en Belgique, depuis le 22 novembre 2013 sur RTL-TVI.
La série se déroule à Chicago et suit les membres d'une caserne des sapeurs-pompiers de la ville : la caserne 51. Elle se concentre aussi bien sur l'aspect professionnel du métier que sur la vie sociale des différents personnages.
Il s'agit de la première série de la franchise Chicago de Dick Wolf. Elle est suivie de Chicago Police Department (depuis 2014), Chicago Med (depuis 2015) et Chicago Justice (2017).

## Synopsis
À Chicago, les pompiers de la caserne 51 doivent gérer leur vie professionnelle et privée. Quand l'un d'eux meurt tragiquement lors d'un incendie, la tragédie frappe chaque pompier et particulièrement les deux lieutenants, Matthew Casey et Kelly Severide. Ils sont chacun responsables d'une équipe et d'un camion : l'échelle pour Matthew Casey et les secours pour Kelly Severide. La culpabilité et les reproches fusent alors et chacun se rejette la responsabilité pour la perte d'un des leurs. Parallèlement, Peter Mills, un jeune candidat intègre la caserne afin de remplacer le pompier décédé. Mais pas le temps de souffler pour les différentes équipes, qui doivent faire face à la routine et aux missions hors du commun qu'impose le métier de pompier et d'ambulancier, le tout sous l’œil aguerri du responsable de la caserne, le chef Wallace Boden.

## Distribution

### Acteurs principaux
- Taylor Kinney (VF : Thomas Roditi) : lieutenant Kelly Severide, commandant du camion de sauvetage technique No 3.
- David Eigenberg (VF : Franck Capillery) : pompier (saisons 1 à 6) / lieutenant (depuis saison 7) / capitaine (depuis la saison 13)  Christopher Herrmann, commandant du camion pompier No 51.
- Christian Stolte (VF : Paul Borne) : Randy « Mouch » McHolland, pompier du camion No 81 (récurrent saison 1, principal depuis la saison 2)/lieutenant (depuis saison 13)
- Joe Miñoso (VF : Loïc Houdré) : Joe Cruz, pompier du camion No 3. (récurrent saison 1, principal depuis la saison 2)
- Miranda Rae Mayo (VF : Charlotte Corréa) : Pompière (saisons 4 à 9) / lieutenant (depuis la saison 10) Stella Kidd (récurrente saison 4, principale depuis la saison 5)
- Hanako Greensmith (VF : Jessica Monceau) : Violet Mikami, ambulancière (saison 10 à 12)/ Chef de l'ambulance no 61 (depuis saison 12 épisode 6, suite au départ de Brett avec Matt Casey dans l'Oregon) (récurrente saisons 8 et 9, principale depuis la saison 10)
- Dermot Mulroney : Dom Pascal, chef de bataillon No 25 et de la caserne No 51 suite au départ de Boden (depuis la saison 13)
- Jocelyn Hudon : Lizzy Novak, ambulancière de l'ambulance No 61 (récurrente saison 12, principale depuis la saison 13)[10]
- Brandon Larracuente : (depuis la saison 14)

Photos des acteurs principaux
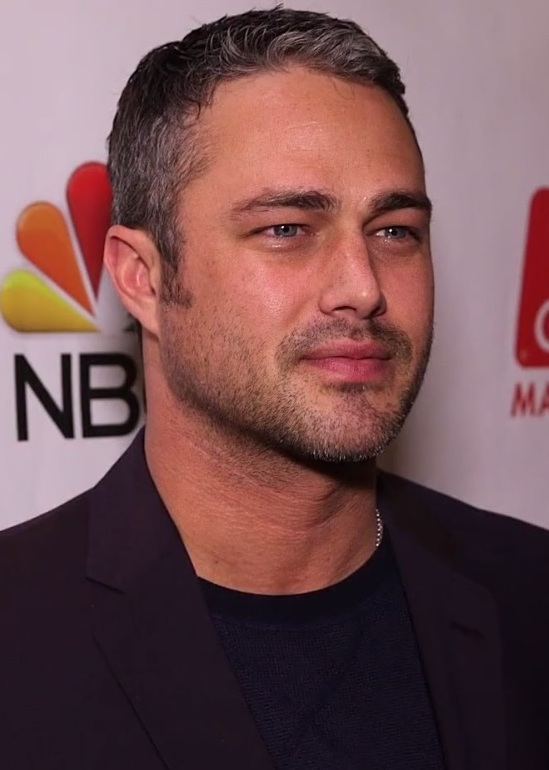
Taylor Kinney dans le rôle du Lt Kelly Severide.
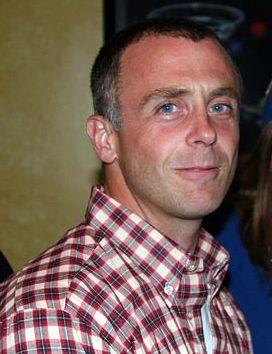
David Eigenberg dans le rôle du capitaine Christopher Herrmann.
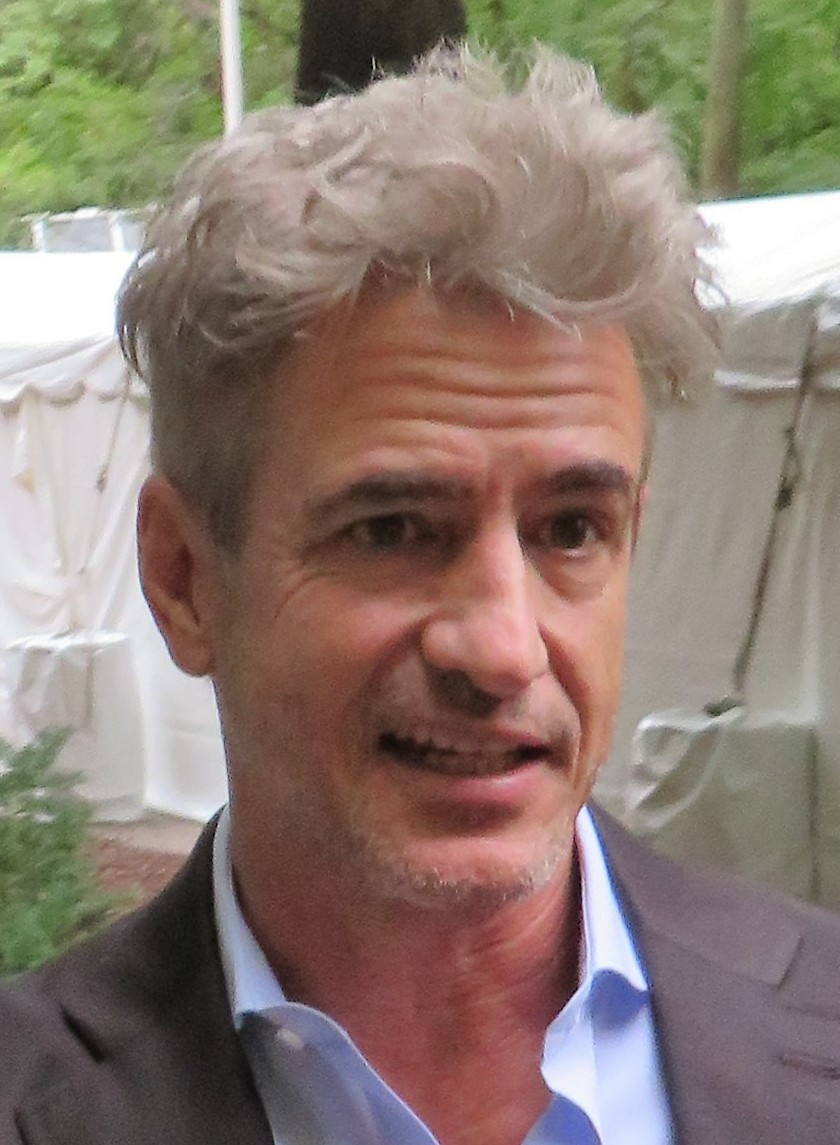
Dermot Mulroney dans le rôle du Chef de bataillon Dom Pascal.

### Anciens acteurs principaux
- Teri Reeves (VF : Victoria Grosbois) : Dr Hallie Thomas, l'ancienne fiancée de Matthew Casey et partenaire amoureux durant la 1re saison.(saison 1)
  - Raison scénaristique : perd la vie au cours d'un incendie.
- Lauren German (VF : Stéphanie Lafforgue) : Leslie Elizabeth Shay, ambulancière de l'ambulance No 61. (saisons 1 et 2, invitée saison 3)
  - Raison scénaristique : perd la vie durant son service.
- Charlie Barnett (VF : Franck Lorrain) : Peter Mills, pompier d'abord stagiaire du camion No 81, puis pompier du camion No 3 et ambulancier de l'ambulance No 61 (saisons 1 à 3)
  - Raison scénaristique :  part s'installer en Caroline du Sud reprendre un restaurant avec sa mère et sa sœur.
- Dora Madison (VF : Geneviève Doang) : Jessica « Chili » Chilton, ambulancière de l'ambulance No 61, (invitée saison 3, principale saison 4)
  - Raison scénaristique : renvoyée après avoir été prise plusieurs fois à boire de l'alcool en service à la suite du décès de sa sœur.
- Steven R. McQueen (VF : Fabrice Fara) : Jimmy Borelli, stagiaire du camion No 81, et ambulancier de l'ambulance No 61(saison 4, invité saison 5)
  - Raison scénaristique : déclaré inapte à poursuivre ses fonctions après une grave brûlure au visage à la suite d'une erreur de jugement.
- Monica Raymund (VF : Anne Dolan) : Gabriela Dawson Casey, Chef ambulancière de l'ambulance No 61, stagiaire du camion No 81 et ex-femme de Matthew Casey, (saisons 1 à 6, invitée saisons 7 et 8)
  - Raison scénaristique : part à Porto Rico comme bénévole de l'aide humanitaire à la suite du passage dévastateur de l'ouragan Maria sur l'île.
- Yuri Sardarov (VF : Olivier Augrond) : Brian « Otis » Zvoneček, pompier du camion No 81. (saisons 1 à 7, invité saison 8)
  - Raison scénaristique : perd la vie durant son service.
- Annie Ilonzeh (VF : Véronique Picciotto) : Emily Foster, ambulancière de l'ambulance No 61(saisons 7 et 8)
  - Raison scénaristique : démissionne afin de poursuivre ses études en médecine.
- Adriyan Rae (en) (VF : Déborah Claude) : Gianna Mackey, ambulancière de l'ambulance No 61 (saison 9)
  - Raison scénaristique : muté a la caserne No 33 pour être ambulancière en chef.
- Jesse Spencer (VF : Guillaume Lebon) : lieutenant (saisons 1 à 6 épisode 4) / capitaine (à partir de l'épisode 5 de la saison 6) Matthew Casey, commandant du camion No 81 (saisons 1 à 10, invité saison 11 et 12)[11],[12]
  - Raison scénaristique : muté comme chef de district à Portland en Oregon, afin de s'occuper des enfants d'Andy Darden, ancien pompier du camion No 81 qui perd la vie durant son service.
- Kara Killmer (VF : Victoria Grosbois) : Sylvie Brett, Chef ambulancière de l'ambulance No 61. (saisons 3 à 11, invité saison 12 épisode 1 à 6)>[13]
  - Raison scénaristique : déménage à Portland en Oregon, pour vivre avec Casey, afin de former une famille à la suite de leur mariage.
- Alberto Rosende (VF : Hugo Brunswick) : Blake Gallo pompier du camion 81. (saisons 8 à 11, invité saison 12 épisode 1)[14]
  - Raison scénaristique : déménage pour se rapprocher de sa famille.
- Eamonn Walker (VF : Thierry Desroses) : Chef Wallace Boden, chef de bataillon No 25. et chef de la caserne No 51 (saisons 1 à 10), chef adjoint du district 4 (saisons 10 à 12)[15]
  - Raison scénaristique : devient commissaire adjoint des pompiers de Chicago.
- Daniel Kyri (VF : Mike Fédée) : Darren Ritter, pompier du camion No 51 (récurrent saisons 7 et 8, principal saisons 9 à 13)
- Jake Lockett : Sam Carver, pompier (récurrent saisons 11 et 12, principal saison 13)

Photos des anciens acteurs principaux
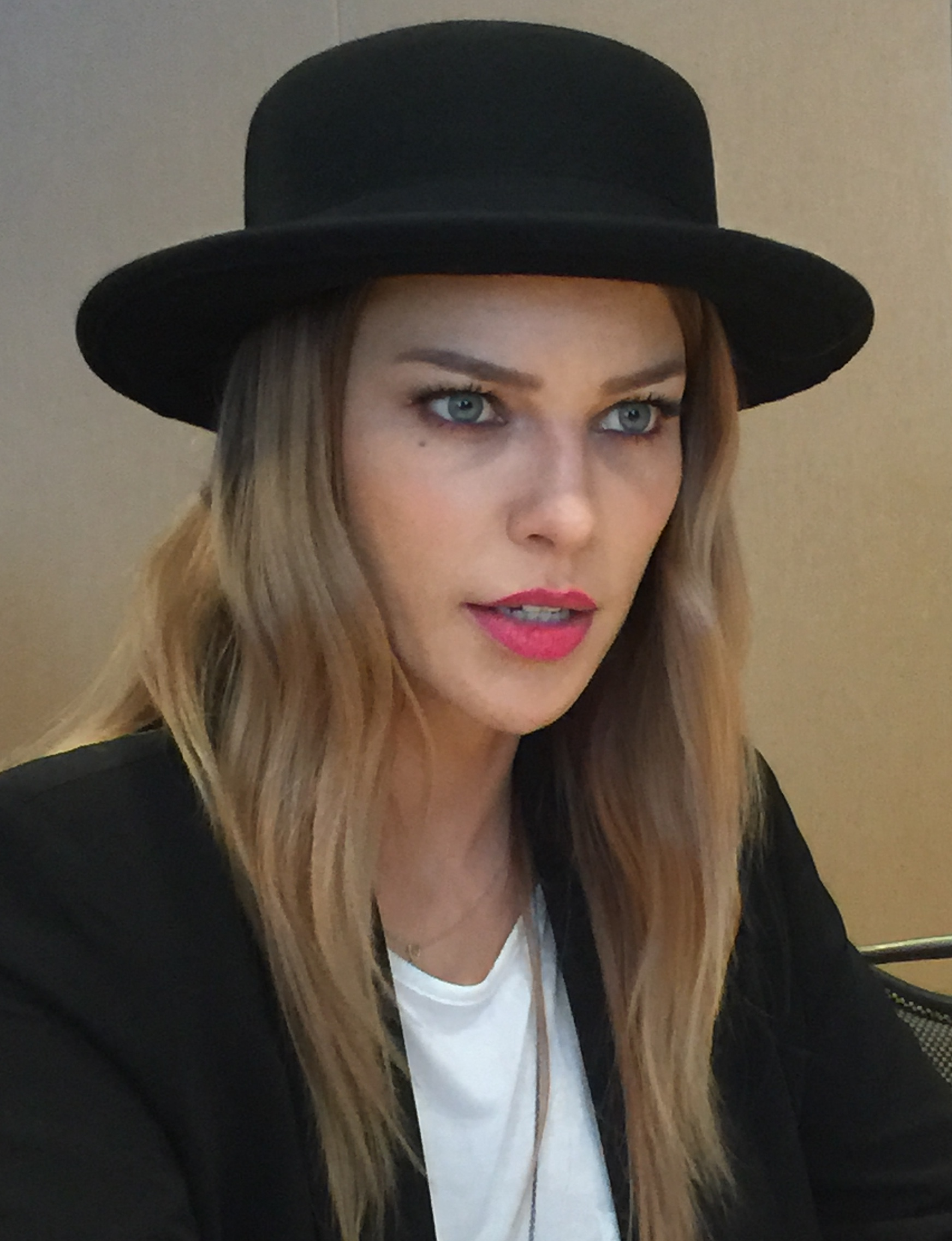
Lauren German dans le rôle de Leslie Elizabeth Shay
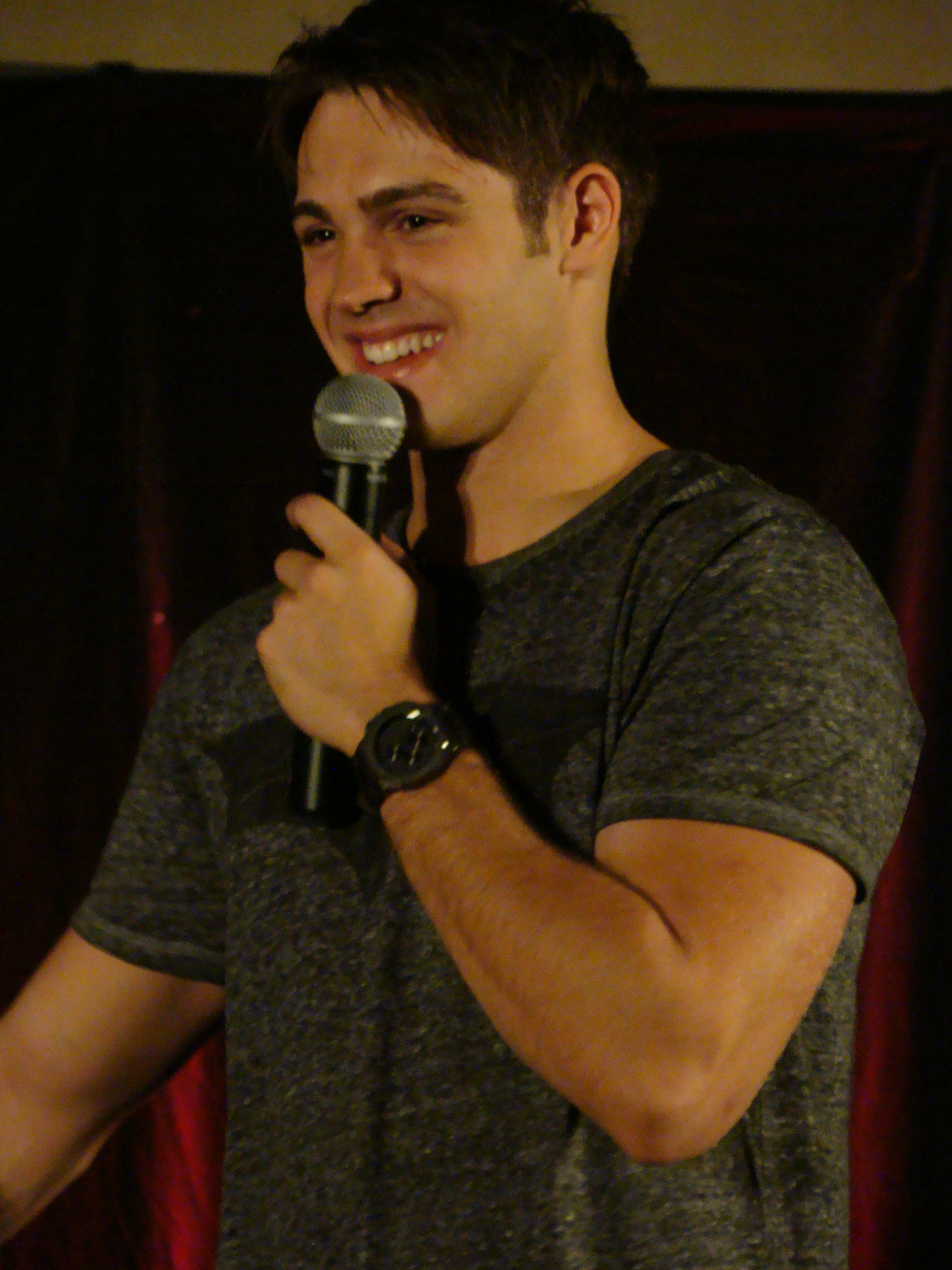
Steven R. McQueen dans le rôle de Jimmy Borelli
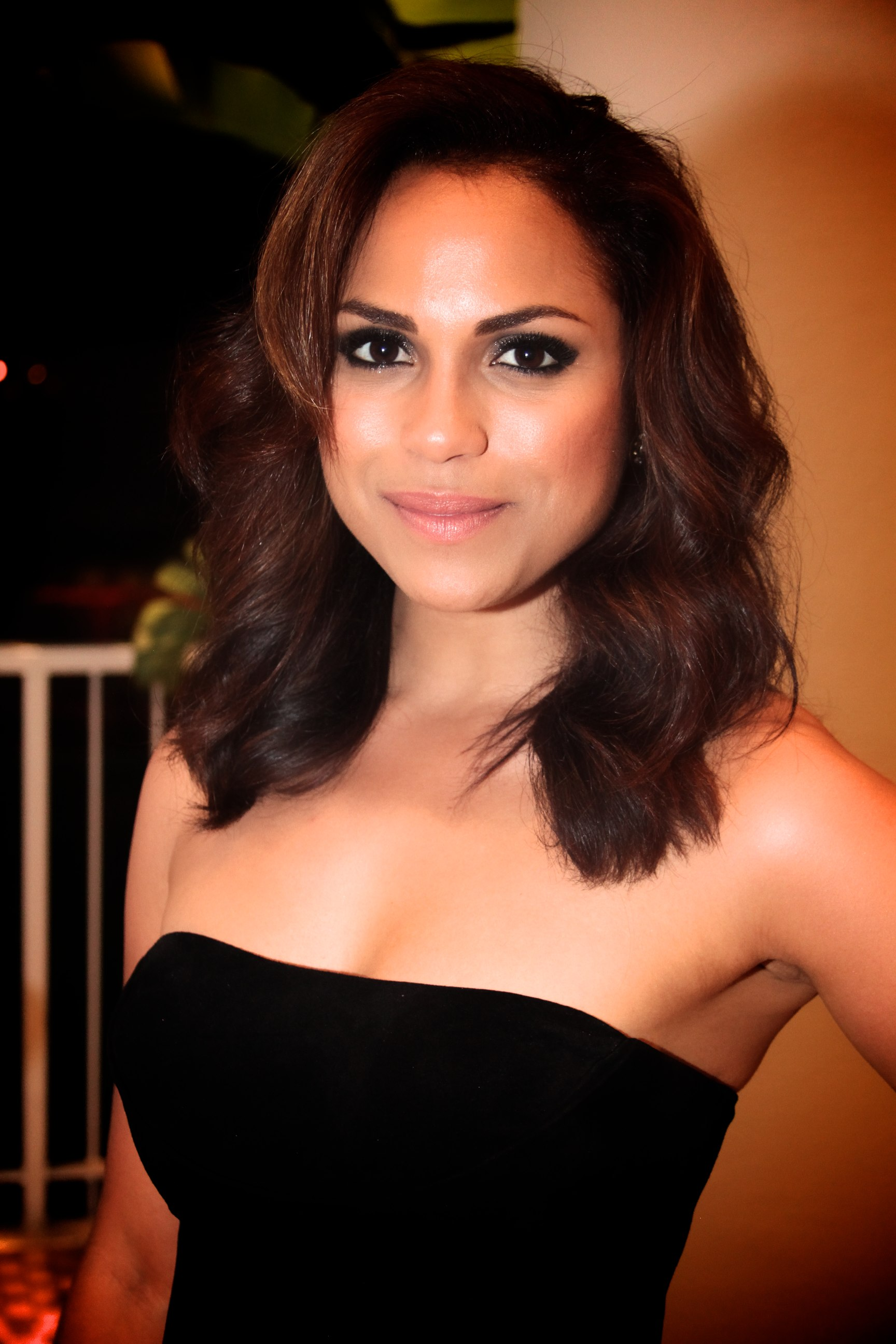
Monica Raymund dans le rôle de Gabriela Dawson
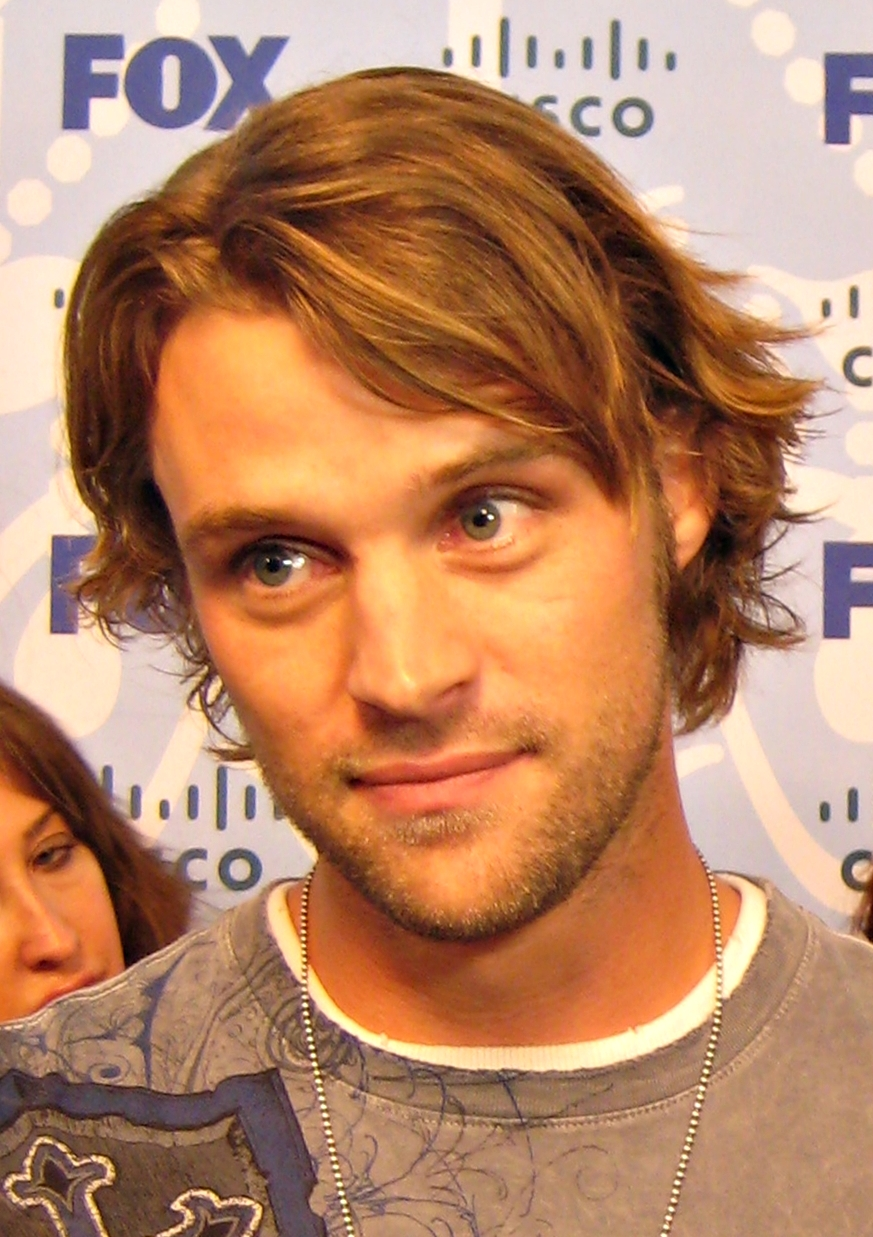
Jesse Spencer dans le rôle du capitaine Matthew Casey

### Acteurs récurrents
- Randy Flagler (de) (VF : Jean-Alain Velardo) : Harold Capp, pompier du camion No 3. (depuis la saison 1)
- Anthony Ferraris (VF : Guillaume Bourboulon) : Tony Ferraris, pompier du camion No 3. (depuis la saison 1)
- Robyn Coffin (VF : Nathalie Gazdik) : Cindy Herrmann, la femme de Christopher Herrmann. (depuis la saison 1)
- Melissa Ponzio (VF : Élisa Bourreau) : Donna Robbins-Boden, la femme de Wallace Boden. (saison 2 a 9 et 12)
- Kristen Gutoskie (VF : Alexandra Ansidei) : Chloé, la femme de Joe Cruz. (depuis la saison 7)
- Katelynn Shennett : Kylie Estevez (depuis la saison 8)
- KaDee Strickland : Monica Pascal, la femme du nouveau chef des pompiers Dom Pascal (depuis la saison 13)[16]

### Invités crossovers
De Chicago P.D.
- Jesse Lee Soffer (VF : Thibaut Belfodil) : détective Jay Halstead
- Jason Beghe (VF : Thierry Hancisse) : Inspecteur Henry "Hank" Voight
- LaRoyce Hawkins (VF : Daniel Lobé) : l'officier Kevin Atwater
- Sophia Bush (VF : Barbara Delsol) : détective Erin Lindsay
- Amy Morton (VF : Françoise Vallon) : Sergent Trudy Platt
- Marina Squerciati (VF : Olivia Nicosia) : officier Kim Burgess
- Patrick Flueger (VF : Sébastien Desjours) : détective Adam Ruzek
- Jon Seda (VF : David Mandineau) : Détective Antonio Dawson, frère de Gabriela
- Tracy Spiridakos (VF : Olivia Luccioni) : Inspecteur Hailey Upton

De Chicago Med
- Sharon Epatha Merkerson (VF : Virginie Emane) : Sharon Goodwin, la directrice du Chicago Medical Center
- Oliver Platt (VF : Yann Guillemot) : Dr Daniel Charles, chef de psychiatrie
- Nick Gehlfuss (VF : Didier Cherbuy) : Dr William « Will » Halstead, chirurgien et frère du détective Jay Halstead
- Yaya DaCosta (VF : Stéphanie Hédin) : April Sexton, une infirmière
- Colin Donnell (VF : Olivier Chauvel) : Dr Connor Rhodes, un chirurgien traumatologiste/cardiothoracique
- Brian Tee (VF : Sylvain Agaësse) : Dr Ethan Choi, urgentiste, un ancien médecin de l'Armée
- Torrey DeVitto (VF : Véronique Desmadryl) : Dr Natalie Manning, une pédiatre
- Rachel DiPillo (VF : Delphine Rivière) : Dr Sarah Reese, une stagiaire d'urgence, qui sort juste de l'école de médecine
- Marlyne Barrett (VF : Emmanuelle Rivière) : Maggie Lockwood, chef des infirmières des urgences
- Norma Kuhling (VF : Barbara Beretta) : Dr Ava Bekker

De Chicago Justice
- Philip Winchester : Substitut du Procureur Peter Stone
- Joelle Carter : Détective Laura Nagel
- Carl Weathers : Procureur Mark Jefferies
- Monica Barbaro : Assistant du Procureur Anna Valdez
- Jon Seda (VF : David Mandineau) : Détective Antonio Dawson

Version française
- Société de doublage : Mediadub International[20]
- Direction artistique : Nathalie Raimbault[20] Franck Louis
- Adaptation des dialogues : Valérie Marchand, Sophie Désir, Chantal Carrière, Jérôme Dalotel, Olivier Jankovic et Jean-Hugues Courtassol[20]

 Source et légende : version française (VF) sur RS Doublage et Doublage Séries Database

## Production

### Développement
En janvier 2012, un pilote a été commandé.
Le 9 mai 2012, NBC a commandé la série pour la saison 2012-2013 et lui a attribué quatre jours plus tard la case horaire du mercredi à 22 h.
Le 25 octobre 2012, NBC a commandé cinq scripts supplémentaires, et a obtenu une saison complète le 8 novembre 2012. Un épisode supplémentaire a été commandé le 28 janvier 2013 et un autre le 6 février 2013, portant le total à 24.
Le 26 avril 2013, NBC a officiellement renouvelé la série pour une deuxième saison composée de 22 épisodes.
Le 19 mars 2014, NBC a officiellement renouvelé la série pour une troisième saison.
Le 5 février 2015, la série est renouvelée pour une quatrième saison, de 22 épisodes, dont la diffusion est annoncée pour l'automne 2015. Puis début novembre 2015, elle obtient un épisode supplémentaire portant finalement la saison à 23 épisodes.
Le 10 novembre 2015, NBC a renouvelé la série pour une cinquième saison.
Le 10 mai 2017, NBC renouvelle la série pour une sixième saison.
Le 9 mai 2018, NBC renouvelle la série pour une septième saison.
Le 26 février 2019, NBC renouvelle la série pour une huitième saison.
Le 27 février 2020, NBC renouvelle la série pour trois saisons supplémentaires soit jusqu'à la onzième saison.
Le 10 avril 2023, NBC renouvelle la série pour une douzième saison.
Le 21 mars 2024, NBC renouvelle la série pour une treizième saison.
Le 5 mai 2025, la série est renouvelée pour une quatorzième saison sur NBC.

### Attribution des rôles
Les rôles ont été attribués dans cet ordre : Eamonn Walker, Taylor Kinney, Monica Raymund, David Eigenberg, Jesse Spencer et Charlie Barnett, Lauren German et Teri Reeves.
Le 15 mai 2018, Monica Raymund qui interprétait Gabriela Dawson depuis le premier épisode, annonce qu'elle quitte la série après six saisons.
Le 7 août 2019, Alberto Rosende, rejoint la distribution de la saison 8 pour le rôle récurrent de Blake Gallo, un jeune pompier intégrant la caserne 51,. Le 13 décembre 2019, a été promu régulier.
Le 26 septembre 2019, Yuri Sardarov qui interprétait Brian « Otis » Zvoneček, annonce qu'il quitte la série lors de la première de la saison 8, une décision prise par Derek Haas,,.
Le 16 avril 2020, Annie Ilonzeh qui interprétait Emily Foster, ambulancière de l'ambulance No 61, annonce qu'elle quitte la série au terme de la saison 8,.
Le 31 août 2020, Daniel Kyri qui interprète le pompier-candidat Darren Ritter récurrent depuis la saison 7, a été promu régulier pour la neuvième saison 9.
Le 14 septembre 2020, Adriyan Rae (en) rejoint la distribution de la saison 9 pour le rôle de Gianna Mackey, une ambulancière intégrant l'ambulance No 61 pour remplacer Annie Ilonzeh. Le 18 mars 2021, Adriyan Rae annonce qu'elle quitte la série au cours de la saison 9,.
Le 25 juin 2021, Hanako Greensmith qui interprète Violet Mikami récurrente depuis la saison 8, a été promu régulière pour la saison 10 pour remplacer Adriyan Rae (en).
Le 20 octobre 2021, Jesse Spencer qui interprétait Matthew Casey depuis le premier épisode, annonce qu'il quitte la série lors du 200e épisode,.
Le 17 novembre 2023, Kara Killmer qui interprétait Sylvie Brett depuis la saison 3, annonce qu'elle quitte la série au cours de la douzième saison. Le 30 novembre 2023, Alberto Rosende qui interprétait Blake Gallo depuis la saison 8, annonce qu'il quitte également la série.
Le 13 décembre 2023, Rome Flynn rejoint la distribution de la saison 12 pour le rôle récurrent de Jake Gibson. Le 31 mars 2024, il annonce qu'il quitte la série.
Le 31 mars 2024, Jocelyn Hudon rejoint la distribution de la saison 12 pour le rôle récurrent de Lizzy Novak, ambulancière de l'ambulance No 61. à la suite du départ de Kara Killmer.
Le 4 avril 2024, Michael Bradway rejoint la distribution de la saison 12 pour le rôle récurrent de Jack Damon.
Le 25 juillet 2024, Dermot Mulroney rejoint la distribution de la saison 13 pour le rôle de Dom Pascal, pour remplacer Eamonn Walker chef de la caserne No 51.
Le 1er août 204, Jake Lockett qui interprète le pompier Sam Carver récurrent depuis la saison 11, a été promu régulier pour la saison 13. KaDee Strickland rejoint la distribution de la saison 13 pour le rôle récurrent de Monica Pascal, la femme du nouveau chef des pompiers Dom Pascal.
16 avril 2025, Daniel Kyri et Jake Lockett, qui incarnent respectivement Darren Ritter et Sam Carver quitte la série au terme de la saison 13,.

### Tournage
Le tournage de la série a lieu au Cinespace Chicago Film Studios de Chicago (Illinois), mais également à la caserne 18 de Chicago qui se situe au 1360 South Blue Island Avenue.

### Fiche technique
- Titre original et français : Chicago Fire
- Titre québécois : Chicago Fire : Caserne 51
- Création : Michael Brandt et Derek Haas (en)
- Réalisation : Jeffrey Nachmanoff
- Scénario : Michael Brandt et Derek Haas
- Direction artistique :
- Décors : John D. Kretschmer
- Costumes : Susan Kaufmann
- Photographie : Lisa Wiegand
- Montage : Billy Fox
- Musique : Atli Örvarsson
- Casting : Jonathan Strauss
- Production : Danielle Gelber, Peter Jankowski, Dick Wolf, Michael Brandt et Derek Haas
- Sociétés de production : Wolf Films et Universal TV
- Sociétés de distribution : NBC
- Pays d'origine :  États-Unis
- Langue originale : anglais
- Format : couleur - 35 mm - 1,78:1
- Genre : dramatique
- Durée : 43 minutes

## Épisodes
| Saison | Saison | Nombre d' épisodes | Diffusion originale sur NBC | Diffusion originale sur NBC |
| Saison | Saison | Nombre d' épisodes | Début de saison             | Fin de saison               |
| ------ | ------ | ------------------ | --------------------------- | --------------------------- |
|        | 1      | 24                 | 10 octobre 2012             | 23 mai 2013                 |
|        | 2      | 22                 | 24 septembre 2013           | 13 mai 2014                 |
|        | 3      | 23                 | 23 septembre 2014           | 12 mai 2015                 |
|        | 4      | 23                 | 13 octobre 2015             | 17 mai 2016                 |
|        | 5      | 22                 | 11 octobre 2016             | 16 mai 2017                 |
|        | 6      | 23                 | 28 septembre 2017           | 11 mai 2018                 |
|        | 7      | 22                 | 26 septembre 2018           | 22 mai 2019                 |
|        | 8      | 20                 | 25 septembre 2019           | 15 avril 2020               |
|        | 9      | 16                 | 11 novembre 2020            | 26 mai 2021                 |
|        | 10     | 22                 | 22 septembre 2021           | 25 mai 2022                 |
|        | 11     | 22                 | 21 septembre 2022           | 24 mai 2023                 |
|        | 12     | 13                 | 17 janvier 2024             | 22 mai 2024                 |
|        | 13     | 22                 | 25 septembre 2024           | 21 mai 2025                 |
|        | 14     | TBA                | 1er octobre 2025            | mai 2026                    |

### Première saison (2012-2013)
Résumé : Au lendemain d’un drame ayant entraîné la mort de l’un des leurs, les pompiers de la caserne 51 sont sous le choc. Soldats du feu, secouristes et infirmiers devront mettre de côté leurs égos et oublier les tensions pour surmonter cette terrible épreuve. Dans leur combat au service de Chicago, ces héros du quotidien risquent ensemble leur vie pour sauver celle des autres.

### Deuxième saison (2013-2014)
Résumé : Alors que Severide est la cible d’un pyromane, les pompiers se battent pour empêcher un conseiller financier, engagé par l’État de l’Illinois, de fermer la caserne 51. Pendant ce temps, Katie est prison et le lieutenant Casey devient temporairement le tuteur de deux jeunes enfants. De son côté, Gabriela Dawson tente de passer l’examen pour devenir pompier.

### Troisième saison (2014-2015)
Résumé : Lors d'une explosion, l'équipe perd un de leurs membres qui a été touché à la tête. Casey demande Dawson en mariage. La femme de Boden accouche.

### Quatrième saison (2015-2016)
Résumé : Un nouveau stagiaire arrive à la caserne. Ce dernier est en retard et lorsqu'il fait enfin son arrivée, bizutée par d'autres pompiers, Boden le renvoie chez lui et lui demande de ne plus remettre les pieds à la caserne mais ça ne s'arrête pas là...
La capacité de Severide à diriger est remise en cause, lorsque celui-ci découvre qu'il perd son rang et que quelqu'un va le remplacer à la tête des secours. La caserne doit faire face à l’enquête interne qui implique le chef Boden. L'équipe est appelée sur un incendie plus dangereux que jamais…

### Cinquième saison (2016-2017)
Résumé : Alors que la famille du lieutenant Matt Casey et de Gabriela Dawson s’agrandit, ces derniers jonglent entre leur travail très prenant et la construction de leur vie de famille. Le lieutenant secouriste Kelly Severide risque, quant à lui, le tout pour le tout et en assume les conséquences, tandis que l’équipe est confrontée à des changements radicaux.

### Sixième saison (2017-2018)
Résumé : Tandis que les pompiers de la caserne 51 continuent de mettre leur vie en danger pour sauver celle des autres, la rivalité entre Severide et Casey ne cesse de croître, et ce d’autant plus que ce dernier est promu au rang de capitaine.Véritable playboy depuis la mort de sa petite-amie, Severide est encore loin de mener une vie stable, mais sa cohabitation avec Kidd pourrait bien faire changer la donne. Pendant ce temps, Otis fait l’acquisition d’un nouveau bar et Dawson continue de faire affaire avec son père.

### Septième saison (2018-2019)
Résumé : Dans leur combat au service de Chicago, les pompiers de la caserne 51 sont une nouvelle fois confrontés à de périlleuses missions ainsi qu’à des drames personnels. Severide et Kidd sont désormais en couple, mais de nombreux obstacles pourraient perturber le quotidien du jeune couple.En parallèle, Boden fait face aux conséquences de la perte de son poste de commissaire, et Brett accueille Emily Foster, sa nouvelle partenaire dans l’ambulance 61.

### Huitième saison (2019-2020)
Résumé : Appelés sur un incendie particulièrement violent, les pompiers de la Caserne 51 peinent à contrôler les flammes. L'intervention périlleuse se solde par la mort de l'un d'entre eux, rappelant à toute l'escouade combien ce métier est dangereux. Ce décès remet en question les choix de vie de plusieurs membres de l'équipe en particulier Cruz et Casey.

### Neuvième saison (2020-2021)
Résumé : Alors que la pandémie de Covid-19 continue de sévir dans le monde, l'équipe de "Chicago Fire'' revient pour toujours plus d'urgences. Un dramatique crash met en danger la vie des secours, et la relation de Casey avec Brett se complique.

### Dixième saison (2021-2022)
Résumé : La caserne 51 doit faire face à la suite des événements après la mission de sauvetage dans la baie. Gallo, Ritter et Violet parlent de leur plan pour leur job en plus de la caserne.

### Onzième saison (2022-2023)
Résumé : La lune de miel de Severide et Kidd sera interrompue par un ennemi du passé. Le capitaine devra apprendre à concilier ses missions au sein de la caserne 51 ainsi que son nouveau rôle de mari et père de famille. De nouvelles relations vont se créer et la caserne 51 sera unie par un lien encore plus fort que précédemment.

### Douzième saison (2024)
Résumé : Six mois après les événements de la saison précédente, Mouch se remet d'un incident presque fatal et reprend du service, tandis que Stella Kidd et Kelly Severide se retrouvent. Sylvie Brett accepte la proposition de Matthew Casey, et Blake Gallo décide de déménager à Détroit pour être avec sa tante.
Severide assume temporairement le commandement de la caserne 51. Kidd s'efforce de sauver son programme "Girls on Fire". Parallèlement, la famille de Joe Cruz est menacée, et Violet Mikami rencontre des défis avec son nouveau partenaire.

### Treizième saison (2024-2025)
Résumé : Après le départ du chef de la caserne Boden pour son nouveau poste de directeur adjoint des pompiers de Chicago et l'arrivée du nouveau chef Pascal, la caserne 51 doit faire face à de nouveaux défis.
Episode crossover : L’épisode 11, intitulé "Bloqués dans le métro", a été diffusé pour la première fois en Belgique le 20 juin 2025 sur RTL tvi. Cet épisode est le premier d’une intrigue qui continue dans l’épisode 11 de la saison 10 de Chicago Med et se termine dans l’épisode 11 de la saison 12 de Chicago Police Department.

## Crossovers
Depuis le lancement de la série dérivée Chicago Police Department (Chicago P.D.), plusieurs acteurs apparaissent dans les deux séries. En février 2014, Ice-T et Kelli Giddish de la série New York, unité spéciale (Law and Order : SVU) sont apparus dans Chicago P.D.. En avril 2014, l'épisode Journée noire (A Dark Day) s'est terminée dans Chicago P.D.. En novembre 2014, une histoire débutera dans Chicago Fire, continuera dans New York, unité spéciale et se conclura dans Chicago P.D..

## Diffusion internationale
- Australie : FOX8
- Belgique : RTL-TVI
- Canada : Global
- États-Unis : NBC
- France : C8, 13e rue, CSTAR, Prime Video
- Québec : AddikTV et TVA
- Royaume-Uni : Sky Living
- Suisse : RTS Un / RTS 1
- Italie : Premium Action, Italia 1

## Audiences

### Aux États-Unis
Le 10 octobre 2012, NBC diffuse l’épisode pilote qui rassemble 6,61 millions de téléspectateurs avec un taux de 1,9 % sur les 18-49 ans soit un lancement correct pour NBC. Au fil des semaines les audiences stabilisent entre 6 et 7 millions de téléspectateurs jusqu'au dixième épisode de la première saison qui réunit 8,54 millions de téléspectateurs soit la meilleure audience de la saison.
En moyenne, la première saison a réuni 6,6 millions de téléspectateurs.
Ensuite lors de son retour pour sa deuxième saison le 24 septembre 2013, la série revient au plus haut devant 8,9 millions de téléspectateurs avec un taux record de 2,7 % sur les 18-49 ans. Puis la série continue dans son élan avec près des 8 millions de fidèles jusqu'à l'épisode 10 qui réunit 9,32 millions de téléspectateurs soit la meilleure audience de la série. La saison continue de réunir plus de 7 millions de téléspectateurs pour la deuxième partie de la saison jusqu'au final de la saison qui a réuni 7,12 millions de téléspectateurs et un taux de 1,9 % sur les 18/49 ans soit une audience en hausse de 1 million de téléspectateurs par rapport à la saison précédente. La série parvient à faire mieux que lors de sa première saison en rassemblant en moyenne 900 000 téléspectateurs supplémentaires avec 7,5 millions de téléspectateurs.
| Saison | Nombre d'épisodes | Jour et heure de diffusion | Diffusion originale sur NBC | Diffusion originale sur NBC | Année     | Audience moyenne (en millions) | Audience moyenne (en millions) | Audience moyenne (en millions) | Audience moyenne (en millions) |
| Saison | Nombre d'épisodes | Jour et heure de diffusion | Début de saison             | Fin de saison               | Année     | Rang                           | Première                       | Finale                         | Moyenne à J+7                  |
| ------ | ----------------- | -------------------------- | --------------------------- | --------------------------- | --------- | ------------------------------ | ------------------------------ | ------------------------------ | ------------------------------ |
| 1      | 24                | Mercredi 22 h              | 10 octobre 2012             | 22 mai 2013                 | 2012-2013 | 51                             | 6.61                           | 6.13                           | 7,78                           |
| 2      | 22                | Mardi 22 h                 | 24 septembre 2013           | 13 mai 2014                 | 2013-2014 | 31                             | 8.90                           | 7.12                           | 9.70                           |
| 3      | 23                | Mardi 22 h                 | 23 septembre 2014           | 12 mai 2015                 | 2014-2015 | 47                             | 9.14                           | 6.66                           | 9.65                           |
| 4      | 23                | Mardi 22 h                 | 13 octobre 2015             | 17 mai 2016                 | 2015-2016 | 31                             | 7.37                           | 7.91                           | 10.47                          |
| 5      | 22                | Mardi 22 h                 | 11 octobre 2016             | 16 mai 2017                 | 2016-2017 | 26                             | 7.52                           | 6.30                           | 9.92                           |
| 6      | 23                | Jeudi 22 h                 | 28 septembre 2017           | 10 mai 2018                 | 2017-2018 | 29                             | 7.19                           | 5.95                           | 9.67                           |
| 7      | 22                | Mercredi 21 h              | 26 septembre 2018           | 22 mai 2019                 | 2018-2019 | 14                             | 8.08                           | 7.51                           | 11.37                          |
| 8      | 20                | Mercredi 21 h              | 25 septembre 2019           | 15 mai 2020                 | 2019-2020 | 8                              | 7.32                           | 9.46                           | 11.70                          |
| 9      | 16                | Mercredi 21 h              | 11 novembre 2020            | 26 mai 2021                 | 2020-2021 | 7                              | 7.23                           | 7.26                           | 10.23                          |
| 10     | 22                | Mercredi 21 h              | 22 septembre 2021           | 25 mai 2022                 | 2021-2022 | 5                              | 7.28                           | 7.03                           | 9.81                           |
| 11     | 22                | Mercredi 21 h              | 21 septembre 2022           | 24 mai 2023                 | 2022-2023 | 7                              | 6.75                           | 6.09                           | 9.25                           |

## Distinctions
| Année | Cérémonie                                | Catégorie                                                | Nommé(e(s))                                               | Résultats  |
| ----- | ---------------------------------------- | -------------------------------------------------------- | --------------------------------------------------------- | ---------- |
| 2010  | ASCAP Film and Television Music Awards   | Top série télévisée                                      | Chicago Fire                                              | Remporté   |
| 2010  | Imagen Foundation Awards                 | Meilleure actrice télévisée                              | Monica Raymund                                            | Remporté   |
| 2010  | Imagen Foundation Awards                 | Meilleure programme de télévision en prime-time          | Chicago Fire                                              | Nomination |
| 2010  | Imagen Foundation Awards                 | Meilleur acteur télévisé                                 | Joe Minoso                                                | Nomination |
| 2010  | Online Film & Television Association     | Meilleur son d'une série                                 | Jeffery Kaplan, Todd Morrissey, Peter Reale, Alex Riordan | Nomination |
| 2010  | Prism Awards                             | Meilleur épisode dramatique - « Un honneur sans faille » | Chicago Fire                                              | Remporté   |
| 2010  | Teen Choice Awards                       | Meilleure série d'action                                 | Chicago Fire                                              | Nomination |
| 2010  | Teen Choice Awards                       | Meilleur acteur d'action                                 | Jesse Spencer                                             | Nomination |
| 2010  | Teen Choice Awards                       | Meilleure actrice d'action                               | Monica Raymund                                            | Nomination |
| 2014  | Imagen Foundation Awards                 | Meilleur acteur de second rôle                           | Joe Minoso                                                | Nomination |
| 2014  | Imagen Foundation Awards                 | Meilleure actrice de second rôle                         | Monica Raymund                                            | Nomination |
| 2014  | People's Choice Awards                   | Série dramatique préféré                                 | Chicago Fire                                              | Nomination |
| 2015  | Imagen Foundation Awards                 | Meilleur acteur de second rôle                           | Joe Minoso                                                | Nomination |
| 2015  | Imagen Foundation Awards                 | Meilleure actrice de second rôle                         | Monica Raymund                                            | Nomination |
| 2015  | People's Choice Awards                   | Série dramatique préféré                                 | Chicago Fire                                              | Nomination |
| 2015  | People's Choice Awards                   | Acteur préféré d'une série dramatique                    | Taylor Kinney                                             | Nomination |
| 2015  | People's Choice Awards                   | Personnage qui nous manque le plus                       | Lauren German                                             | Nomination |
| 2015  | Prism Awards                             | Série dramatique avec plusieurs épisodes - Mental Health | Chicago Fire                                              | Remporté   |
| 2016  | People's Choice Awards                   | Acteur préféré d'une série dramatique                    | Taylor Kinney                                             | Remporté   |
| 2016  | Prism Awards                             | Série dramatique avec plusieurs épisodes - Substance Use | Chicago Fire                                              | Nomination |
| 2016  | Imagen Foundation Awards                 | Meilleur acteur de second rôle                           | Joe Minoso                                                | Nomination |
| 2016  | Imagen Foundation Awards                 | Meilleure actrice de second rôle                         | Monica Raymund                                            | Nomination |
| 2017  | 43e cérémonie des People's Choice Awards | Série dramatique préférée                                | Chicago Fire                                              | Nomination |
| 2017  | 43e cérémonie des People's Choice Awards | Meilleur acteur d'une série dramatique                   | Taylor Kinney                                             | Nomination |
| 2017  | Imagen Foundation Awards                 | Meilleur programme diffusé en première partie            | Chicago Fire                                              | Nomination |
| 2017  | Imagen Foundation Awards                 | Meilleur acteur de second rôle                           | Joe Minoso                                                | Nomination |
| 2018  | Imagen Foundation Awards                 | Meilleur acteur de second rôle                           | Joe Minoso                                                | Nomination |

## Séries dérivées
Le 27 mars 2013, NBC annonce le développement d'une série dérivée centrée sur l'équipe de police de Chicago lancé lors de l'épisode 24 de la première saison, réalisé par Joe Chappelle, et met en vedette Tania Raymonde (Nicole), Scott Eastwood (Jim Barnes), Melissa Sagemiller (Détective Willhite) et Kelly Blatz (l'officier Elam).
Le 10 mai 2013, NBC a commandé la série dérivée sous le nom de Chicago P.D. pour la mi-saison. Peu après, Melissa Sagemiller quitte le projet, alors que Tania Raymonde et Scott Eastwood ne feront pas la transition dans la nouvelle série. Jon Seda et Jason Beghe, récurrents dans Chicago Fire, font partie de la distribution principale de Chicago P.D.
Une deuxième série dérivée, Chicago Med, est lancée le 17 novembre 2015 sur NBC aux États-Unis et sur Global au Canada.
Une troisième série dérivée, Chicago Justice, est lancée le 5 mars 2017 sur NBC aux États-Unis et sur Global au Canada. Cette dernière n'aura pas séduit et a donc été annulée après treize épisodes.

## Anecdotes sur la série US en France
Le dimanche 5 juin 2022, la diffusion de la série est arrêtée par CStar à compter dès le dimanche 3 juillet 2022 au motif que la chaîne souhaite se concentrer sur un public plus large et familial qu'à ses origines. D'ailleurs, à la même période, CStar annoncera ce dimanche 24 juillet 2022 la fin des films érotiques qui étaient diffusés la nuit du dimanche au lundi dans la tranche horaire qui suivait Chicago Fire. Néanmoins la série Chicago Fire ne va pas disparaître tout de suite, puisque la série Chicago Fire passera de CStar à TF1 dès la rentrée 2022 pour une diffusion les mercredis soirs. Toutefois, les premiers épisodes étaient diffusés sur TF1 du mercredi 30 mars 2022 au 25 mai 2022.